# 霧積温泉
霧積温泉（きりづみおんせん）は、群馬県安中市松井田町坂本（旧国上野国）にある温泉。かつては「荒治療の草津、仕上げの霧積」と呼ばれていた。昔は犬の湯、入りの湯と呼ばれていたが、霧が多いことから霧積と名前が付けられた。

## 泉質
- カルシウム-硫酸塩泉、ナトリウム-硫酸塩・塩化物泉、pH7.6、蒸発残留物3.311%[7][8]。
  - 源泉温度38.9°C[9]。掘削自噴[6]。
  - 無色透明の源泉[10]

## 温泉街
温泉街はない。温泉旅館一軒のみ営業。

## 歴史
伝説では源頼光の四天王の一人である碓井貞光まで遡り、発見は1200年代であるという。京を追われた武士の愛犬が発見したとされ、古くは犬の湯、のちに入りの湯と呼ばれるようになる。
江戸時代には碓氷関所の要害に当たるため、往来には厳しい制約があり、1654年(承応三年)の入湯手形（中島文書）によると、入りの湯の湯治に来たのは新堀、松井田、郷原の村民で安中藩以外の者はほとんどいなかった。入湯改めは男は役所手形で許されたが、女の監視は厳しく名主手形に安中藩郡奉行裏半が必要であった。
1831年（天保2年）の文書には、坂本村の湯小屋一軒と土塩村小屋と称する二軒があり、1856年（安政3年）の坂本宿開湯願始末書（上原文書）によると、五料、土塩、横川、上増田四か村が古文書を基にした話し合いの結果「四か村の利用者がいない時は坂本宿で称してよい」など、入りの湯の管理権は坂本宿に委託された。その後湯守権は個人のものとなり、1880年（明治13年）に碓氷温泉金湯社所有となった。1883年（明治16年）には現金湯館旧館が建てられた。
明治時代初期には温泉旅館が季節営業を始め、軽井沢が別荘地として開かれる以前から別荘が建てられるなど、避暑地として知られるようになる。
伊藤博文、勝海舟、尾崎行雄、西郷従道、岡倉天心、西條八十、与謝野鉄幹・与謝野晶子夫妻、幸田露伴・幸田成友兄弟、山口誓子、徳富蘆花、小山内薫、川田順ら多くの政治家や文化人も訪れている。伊藤博文が明治憲法草案を起草した部屋は2025年現在も本館の一部として残されている。
1888年（明治21年）に軽井沢に初めての別荘を設け、避暑地としての軽井沢の歴史を切り開いたカナダ人宣教師のアレクサンダー・クロフト・ショーも温泉を訪れ、ギヤマン（ガラス）造りの温泉紹介所を開設。英文の広告を発行し、外国人にこの地を紹介している。これによりこの地でも本格的な開発が始まり、温泉地・避暑地として栄えた。かつては湯の沢付近に別荘地が建てられていたが、のちに西方（軽井沢方向）へと移っていった。当時は旅館4軒、別荘が20-30軒存在していたが信越本線開通による磯部温泉や軽井沢の繁栄、下記の霧積川の洪水により衰退した。明治時代には六角湯という共同浴場も存在しており、歌人の与謝野晶子は「六方のまど霧にふさがる」と詠んでいる。
しかし1896年（明治29年）7月、1910年（明治43年）8月に山津波が発生し、4軒あった温泉旅館、50〜60軒あった別荘が流され、温泉街・別荘は壊滅。金湯館のみが被害を免れ、営業を続けた。こうして避暑地としても終焉を迎え、山奥の秘湯という風情の姿になった。1910年の山津波は、連日の降雨により碓氷川流域が氾濫したもので、近藤廉平の二男、桂太郎の長男、鈴木代議士の息子など、死者行方不明者合わせて41人を出した。
かつて源泉は自然湧出だったが1959年（昭和34年）にボーリングを行っている。旧館の前にある水車は自家発電に使用されている。1971年（昭和46年）、姉妹館「きりづみ館」が現駐車場付近に誕生。2012年（平成24年）4月、きりづみ館が閉館し、以後は金湯館のみの営業となっている。

## 伝説
- 昔、傷を負った猟犬が水たまりに傷口を付けていた。猟師が不思議に思って水たまりを調べたところ温泉であることが分かった。そのため犬が発見した温泉ということで「犬の湯」となり、それがいつしか「入りの湯」となった[6]。

- かつて湯治を目的に母子が訪れると不思議なことに温泉の湯が止まってしまった。天狗のお告げによると「十一歳になる子供を人身御供に差し出せばすぐにでもお湯は出る」と告げられた。湯治客の中で11歳の子供と言えばこの子しかいなかった。一夜が明けると、お湯は出るようになったが、11歳の子供は天狗にさらわれたのか姿が見えなくなった。母は「11歳になる児をみかけませんでしたか」「ジュウイチ…、ジュウイチ…」と半狂乱になりながら探しまくった。以後母は鳥となり我が子を探し続け、峰か谿へと飛び交う母の声だけが伝説となって霧積温泉へ残ったという[26]。この11(十一)は別名を慈非心鳥(ジュウイチ、じひしんちょう)と呼ぶようになった。

## アクセス
- 鉄道：信越本線横川駅よりタクシーで約30分[27]。
- 車：上信越自動車道松井田妙義ICより約35分。

横川駅から宿の送迎がある。自動車の場合、元きりづみ館跡駐車場から「ホイホイ坂」と呼ばれる山道を30分歩くか宿の送迎を受ける。ただし日帰り入浴は送迎は受けられない。

## 作品との関わり
- 西條八十の「帽子」という詩の舞台である。また、この詩をモチーフにした森村誠一の小説『人間の証明』の舞台でもある[29]。
- 駐車場(旧きりづみ館跡地)には、同地をよく訪れていた川田順の詩碑がある。金湯館の庭には、同じく同温泉を好んだ勝海舟の「ヨハネ伝四章十四節の碑」が建てられている[20]。